# Municipio de Adams (condado de Keokuk)
El municipio de Adams (en inglés: Adams Township) es un municipio ubicado en el condado de Keokuk en el estado estadounidense de Iowa. En el año 2010 tenía una población de 421 habitantes y una densidad poblacional de 4,56 personas por km².

## Geografía
El municipio de Adams se encuentra ubicado en las coordenadas 41°27′43″N 92°14′59″O / 41.46194, -92.24972. Según la Oficina del Censo de los Estados Unidos, el municipio tiene una superficie total de 92.42 km², de la cual 92,39 km² corresponden a tierra firme y (0,04 %) 0,03 km² es agua.

## Demografía
Según el censo de 2010, había 421 personas residiendo en el municipio de Adams. La densidad de población era de 4,56 hab./km². De los 421 habitantes, el municipio de Adams estaba compuesto por el 98,34 % blancos, el 0,71 % eran amerindios y el 0,95 % eran de una mezcla de razas. Del total de la población el 0 % eran hispanos o latinos de cualquier raza.